# Sulz (Gemeinde Weitra)
Sulz ist eine Ortschaft und eine Katastralgemeinde der Stadtgemeinde Weitra im Bezirk Gmünd in Niederösterreich mit 65 Einwohnern (Stand 1. Jänner 2025).

## Geografie
Das kleine, zwischen St. Wolfgang und Mühlbach liegende Dorf ist um einen unregelmäßigen Anger angelegt und wird vom Sulzer Bach entwässert. Am 1. April 2020 umfasste die Ortschaft 20 Adressen.

## Geschichte
Im Jahr 1822 wurde der Ort als Dorf mit 14 Häusern genannt, das nach St. Wolfgang eingepfarrt war, wohin auch die Kinder eingeschult wurden. Die Herrschaft Weitra besaß die Ortsobrigkeit, übte die Landgerichtsbarkeit aus, besorgte die Konskription und hatte die Grundherrschaft inne.
Laut Adressbuch von Österreich waren im Jahr 1938 in Sulz mehrere Landwirte mit Direktvertrieb ansässig.

## Siedlungsentwicklung
Zum Jahreswechsel 1979/1980 befanden sich in der Katastralgemeinde Sulz insgesamt 17 Bauflächen mit 9.054 m² und 5 Gärten auf 6.087 m², 1989/1990 waren es ebenso 17 Bauflächen. 1999/2000 war die Zahl der Bauflächen auf 60 angewachsen und 2009/2010 waren es 36 Gebäude auf 62 Bauflächen.

## Landwirtschaft
Die Katastralgemeinde ist landwirtschaftlich geprägt. 122 Hektar wurden zum Jahreswechsel 1979/1980 landwirtschaftlich genutzt und 82 Hektar waren forstwirtschaftlich geführte Waldflächen. 1999/2000 wurde auf 118 Hektar Landwirtschaft betrieben und 86 Hektar waren als forstwirtschaftlich genutzte Flächen ausgewiesen. Ende 2018 waren 113 Hektar als landwirtschaftliche Flächen genutzt und Forstwirtschaft wurde auf 86 Hektar betrieben. Die durchschnittliche Bodenklimazahl von Sulz beträgt 16,5 (Stand 2010).